# Amir Khan Muttaqi
El Mul·là Amir Khan Muttaqi (nascut el 1970) és un líder Talibà, polític i membre de l'equip negociador en les converses de pau de Qatar. Va néixer al districte de Nad Ali, a Helmand.
Va servir com a ministre d’Informació i Cultura, i com a representant del Govern Talibà en conversacions amb les Nacions Unides. També va formar part del grup Maulvi de Mohammed Nabi Mohammadi durant la gihad afganesa, tot i que més tard es va unir als talibans.